# Савонска марка
Савонската марка (на италиански: Marca di Savona) е древна маркграфска държава от Средновековна Италия, възникнала след 1085 г. от разделянето на Алерамическата марка между Маркграфовете на Монферат и Маркизите Дел Васто – и двата от алерамически произход. През 1162 г. Савонската марка е дадена като феод на петия син на Бонифаций дел Васто – Енрико I. Неговите потомци приемат фамилията Дел Карето (Del Carretto) и носят титлата „Маркизи на Савона“ в продължение на много векове, дори когато марката не съществува, защото Савона е свободна комуна и територията е разчленена на безброй държави, принадлежащи на Дел Карето.

## История
След смъртта около 1130 г. на Бонифаций дел Васто – маркграф на Западна Лигурия и Савона, и представител на клона Дел Васто от династията Алерамичи, неговите огромни притежания преминават у синовете му. Едва през 1145 г. териториите са разпределени: тези на Савона, Ноли, Финале Лигуре, Кайро Монтеноте, някои крепости и малки села (Алтаре, Бардинето, Каркаре, Калицано, Дего, Сасело, Спиньо Монферато) и обширните територии в субалпийския район близо до Ланге се падат на сина му Енрико, известен като Гуерчо или Доблестния. Енрико е един от основните сподвижници на император Фридрих I Барбароса, който потвърждава феодалната му власт над Савона с диплом от юли 1162 г.
Енрико има двама сина: Ото и Енрико, които след смъртта му (около 1185 г.) разделят владенията му и приемат фамилията „Дел Карето“. Ото получава Савона и бащините феоди на изток от идеалната линия, свързваща Каркаре с Алба, и главно територията между двете Бормиди.
Ото дел Васто бързо се отказва от политическата си автономия. На 10 април 1191 г. той продава всички остатъчни имущества и феодални права, които притежава в Савона и околните територии, на Савонската комуна за 1500 лири, прехвърляйки интересите си към Долината Бормида и към Ланге.
Брат му Енрико от друга страна укрепва Финалборго, като така дава началото на Маркграфство Финале, което остава у потомците му до 1602 г.